# Sonomyn Udwal
Sonomyn Udwal (mongolisch Сономын Удвал; * 21. Februar 1921; † 1991) war eine mongolische Schriftstellerin und Politikerin.

## Leben
Sie besuchte das Institut für Orientforschung in Leningrad in der Sowjetunion und absolvierte auch die Parteihochschule beim Zentralkomitee der KPdSU. Sonomyn Udwal wurde Präsidentin des mongolischen Schriftstellerverbandes und behielt die Funktion bis 1974 inne. Sie war auch Vorsitzende der Kommission der Mongolischen Frauen. Darüber hinaus gehörte sie dem Zentralkomitee der Mongolischen Revolutionären Volkspartei und gehörte zum Präsidium des Großen Volkshural, des mongolischen Parlaments.
Udwal war ab 1938 literarisch aktiv und veröffentlichte zahlreiche Erzählungen und Kurzgeschichten. 1973 erschien ihr erster Roman Их хувь заяа (Ikh khuwj zajaa, deutsch: Ein großes Schicksal).

## Werke
- Odgerel, (Odgerel), Erzählungen, 1957
- Anchny arwan guraw, (Die ersten dreizehn), Erzählungen, 1967
- Tuudsh ögüülleg, (Erzählungen und Kurzgeschichten. Sammelband), 1974